# Керченский переулок (Санкт-Петербург)
Ке́рченский переу́лок — переулок в Адмиралтейском районе Санкт-Петербурга. Проходит от Адмиралтейской набережной до Черноморского переулка.

## История
Название Керченский переулок получил 16 апреля 1887 года в честь города Керчь, в ряду других близлежащих переулков, названных по географическим объектам Черноморской губернии.
С 1 мая 2016 года в Керченском переулке введено одностороннее движение от Черноморского переулка к Адмиралтейской набережной.

## Пересечения
- Адмиралтейская набережная
- Черноморский переулок

## Достопримечательности
- Главное Адмиралтейство